# Беочин
Беочин (серб. Беочин) — населённый пункт городского типа в Южнобачском округе в Сербии.

## Имя города
На сербском языке город называется Беочин, на венгерском Belcsény, на немецком Beotschin, на словацком Beočín, на русинском — Беочин. Название города происходит от сербских слов «бели отац» что означает «белый отец» и связано с настоятелем близлежащего монастыря Беочин.

## География
Рядом с Беочином располагаются несколько сел, которые вместе с городом формируют Общину Беочин — Баноштор, Грабово, Луг, Раковац, Свилош, Сусек и Черевич. Сам город располагается в северном Среме, в 15 километрах от Нови-Сада.

## История
Впервые в истории Беочин упоминается в 1566—1567 гг. как небольшое село при одноимённом монастыре. Примерно в то же время оно было заселено сербами. В 1702 году был принят документ, регулирующий жизнь села. В XVIII веке село входило в состав Военной Границы и находилось в Сремском округе. В 1828 году большинство населения Беочина составляли православные христиане. В 1848—1849 гг. Беочин был частью сербской Воеводины, а в 1849—1860 гг. находился в составе Воеводства Сербия и Банат. Затем он был вновь включен в состав Сремского округа королевства Славония в составе Австрийской империи. Позднее Беочин как и вся Славония были переданы в состав Венгерского королевства в рамках Австро-Венгрии.
На протяжении многих лет оно занималось в основном виноградарством и только в 1871 году здесь был построен цементный завод. С тех пор город начал быстро развиваться и вскоре стал своего рода центром Северного Срема. Вокруг завода, который стал одним из крупнейших в Европе, сформировался небольшой район, получивший название Беочин Град. В 1910 году население составляло 3342 человека в самом городе и 262 человека в фабричном районе. Большинство населения составляли сербы, также в городе проживали венгры, немцы и др.
В 1918 году Беочин стал частью государства словенцев, хорватов и сербов, образовавшегося на развалинах Австро-Венгрии. Затем как и практически все южнославянские земли империи Габсбургов город вошёл в состав Королевства Сербов, Хорватов и Словенцев. В 1918—1922 город был частью Сремского округа, с 1922 по 1929 частью Сремской области, с 1929 по 1939 был в составе Дунайской бановины, а в 1939-1941 — в Хорватской бановине. В ходе апрельской войны 1941 года Беочин оккупировали войска агрессора, после чего передали его новообразованному Независимому Государству Хорватия. В годы войны было погибли около 60 жителей города. В 1944 году Беочин освободили югославские партизаны, после чего его включили в состав Воеводины. До конца войны город находился в составе общины Илок, однако после определения границ между Сербией и Хорватией в составе СФРЮ, город стал частью общины Нови-Сад. Позднее он стал центром самостоятельной одноимённой общины. В 1948 году в городе проживало 1495 человек, ещё 2144 человека жили в фабричном районе.

## Население

### Численность
Население города, включая и его историческую часть (Беочин Град и Беочин Село):
- 1921: 2,946
- 1931: 3,857
- 1948: 3,639
- 1953: 4,082
- 1961: 5,145
- 1971: 6,563
- 1981: 7,298
- 1991: 7,873
- 2002: 8,058
- 2011: 7,800

### Этнический состав
По данным переписи населения 2002 года в городе проживают представители следующих национальностей:
- Сербы (68.17 %)
- Цыгане (6.51 %)
- Словаки (5.96 %)
- Югославы (5.35 %)
- Венгры (1.79 %) и т. д.

В городе и близлежащих населённых пунктах сербы составляют большинство населения. Исключением является Луг, где большинство словаки.

### Религия
По данным 2002 года, в Беочине подавляющее большинство составляли православные христиане. Также в городе проживают католики, протестанты и мусульмане. Беочин является одним из центров Исламского сообщества Воеводины.

## Культура
Близ Беочина были созданы первые сельские школы на территории современной Воеводины — в населённых пунктах Грабово (1625) и Свилош (1695). Также близ города существуют два важных монастыря Сербской Православной Церкви — Беочин (1566—1567 гг.) и Раковица (1545—1548 гг.)

## Города-побратимы
- Республика Сербская Углевик
- Словакия Новаки
- Венгрия Баттонья